# Cathy Chedal
Cathy Chedal est une skieuse alpine française née le 14 juin 1968 à Brides-les-Bains. Lors des championnats du monde de 1989 à Vail elle obtient la 6e place à l'épreuve du slalom géant et la 8e place aux mondiaux du super G en 1989-1990 à Las Leñas en Argentine.
Elle monte sur un podium en Coupe du Monde en terminant 2e du Super G de Las Leñas en août 1989 derrière Anita Wachter.

## Championnats de France
Elle a été 2 fois Championne de France Elite dont : 
- Championne de France de Descente en 1990
- Championne de France de Slalom Géant en 1990